# Lungotevere dei Vallati
Il lungotevere dei Vallati è il tratto di lungotevere che collega piazza San Vincenzo Pallotti e Ponte Sisto alla via Arenula e al Ponte Garibaldi, a Roma, nel rione Regola.
Il lungotevere è dedicato alla famiglia Vallati, antica e nobile famiglia romana; è stato istituito con delibera del 20 luglio 1887.
Vi si trova il villino Scafi, progettato da Filippo Galassi e realizzato nel 1886.